# Gneisenau (Schiff, 1938)
Die Gneisenau war ein Schlachtschiff der Kriegsmarine des Deutschen Reiches. Die zweite und letzte Einheit der Scharnhorst-Klasse wurde nach dem preußischen Generalfeldmarschall August Neidhardt von Gneisenau (1760–1831) benannt.
Nach Verzögerungen des Baus wurde sie 1938 noch vor dem Schwesterschiff Scharnhorst in Dienst gestellt und nahm während des Zweiten Weltkrieges an einigen Operationen der Kriegsmarine teil, wobei sie mehrfach beschädigt wurde. Die Gneisenau wurde in der Nacht vom 26. auf den 27. Februar 1942 im Schwimmdock der Deutschen Werke Kiel durch einen Bombentreffer schwer beschädigt und daraufhin außer Dienst gestellt, wobei die Bewaffnung ausgebaut und als Küstenartillerie verwendet wurde. (Turm „Bruno“ kam als Marineküstenbatterie 11/504 in die Festung Fjell.) Im März 1945 wurde sie als Blockschiff in der Hafeneinfahrt von Gotenhafen selbstversenkt.
Auffälligstes Merkmal der beiden Schiffe dieser Klasse war die für Schlachtschiffe schwache Hauptbewaffnung mit einem Kaliber von nur 28 cm. Die ursprünglich vorgesehene Aufrüstung mit 38-cm-Geschützen, die auch die Hauptbewaffnung der Bismarck-Klasse waren, wurde nicht durchgeführt.
Zuvor hatte es in der Kaiserlichen Marine bereits ein Kadettenschulschiff Gneisenau von 1880 und einen Großen Kreuzer Gneisenau von 1908 gegeben. Letzterer gehörte dem von Vizeadmiral Graf Maximilian von Spee befehligten Ostasiengeschwader an und wurde am 8. Dezember 1914 in der Schlacht bei den Falklandinseln versenkt.

## Geschichte

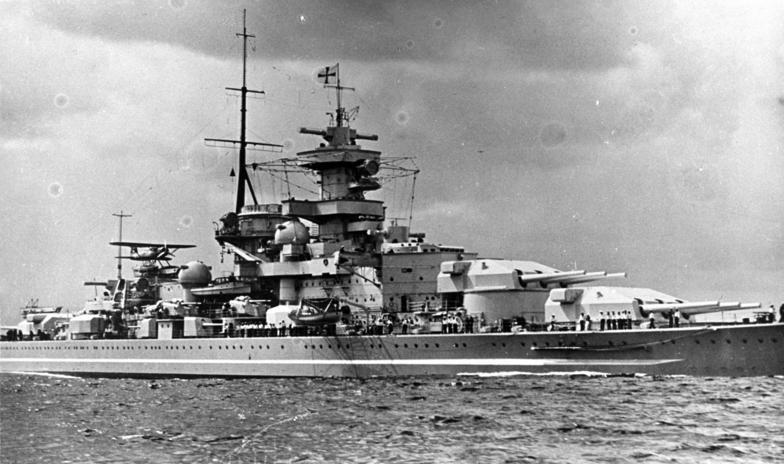
Aufnahme der Gneisenau vor dem Umbau

Die haushaltsrechtlich als „Panzerschiff E“ bezeichnete Gneisenau war ursprünglich in den Flottenrüstungsplänen der Reichsmarine mit etwa 18.000 t Verdrängung geplant. Als Reaktion auf den Bau der französischen Schlachtschiffe der Dunkerque-Klasse wurde noch vor dem Baubeginn der Entwurf geändert und mit einer offiziellen Tonnage von 26.000 t neu erstellt; diese wurde tatsächlich um gut 5.000 Tonnen überschritten. Der neue Plan versah die Gneisenau mit einem guten Panzerschutz, und ihre Hochdruck-Heißdampf-Turbinenanlage verlieh ihr eine überlegene Maximalgeschwindigkeit.
Um keine Konflikte mit Großbritannien zu provozieren, wurden die für Schlachtschiffe dieser Zeit unterdimensionierten Geschütze mit dem Kaliber 28,0 cm in Drillingstürmen wie die der Deutschland-Klasse vorgesehen. Eine spätere Aufrüstung auf Zwillingstürme mit 38-cm-Kanonen wäre auf Grund gleicher Barbettdurchmesser der Türme möglich gewesen, wurde bei der Planung aber noch nicht ernsthaft in Erwägung gezogen. Die neun Geschütze wurden in einem Turm achtern und zwei überfeuernden Türmen auf dem Vorschiff aufgestellt.

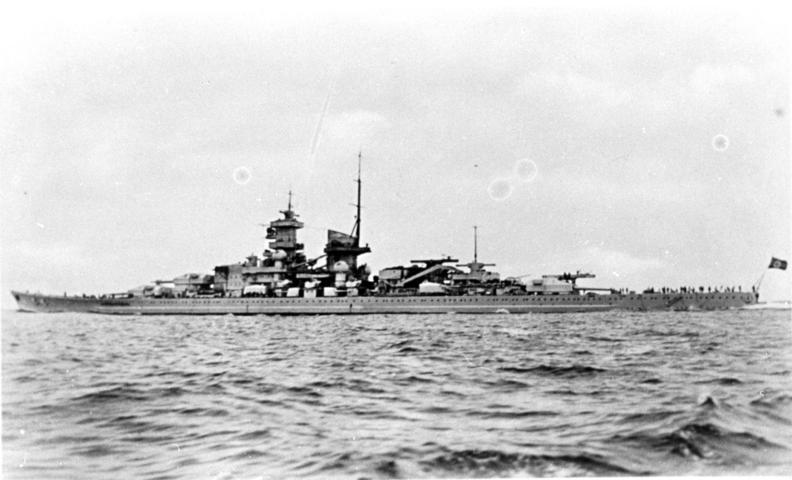
Gneisenau, 1939

Die Kiellegung der Schiffe „D“ und „E“ war am 14. Februar 1934. Anschließend wurden völlig neue Pläne angefertigt, die vorsahen, dass die Schiffe „D“ und „E“ einen dritten Geschützturm haben sollten. Es folgte ein Baustopp. Die neue Kiellegung des Schiffes „E“ (Gneisenau) war am 6. Mai 1935; das Deutsch-Britische Flottenabkommen, das diese Schiffe legalisierte, wurde erst einen Monat später unterzeichnet. Am 8. Dezember 1936 lief die Gneisenau vom Stapel. Die Taufrede hielt der Oberbefehlshaber des Heeres, Generaloberst Freiherr Werner von Fritsch; die Witwe des Kapitäns zur See Maerker, des letzten Kommandanten des untergegangenen Panzerkreuzers Gneisenau, taufte das Schiff. Beim Stapellauf gelang es nicht, den Schiffskörper abzubremsen; die Gneisenau rammte die gegenüberliegende Kaimauer. Das Schiff wurde nicht nennenswert beschädigt, die Kaimauer jedoch um 4 m eingedrückt.
Die Gneisenau wurde am 21. Mai 1938 in Dienst gestellt. Dieser Termin wurde wegen der Sudetenkrise gewählt; die Gneisenau war damals noch nicht fertiggestellt. Nach der Jungfernfahrt vom 30. Juni bis zum 8. Juli 1938 in den Nordostatlantik ging sie noch einmal wegen Rest- und Umbauarbeiten in die Werft, wobei Schornsteinaufsatz und die Stenge an der Vormars-Drehhaube auf dem Turmmast modifiziert wurden. Die deutlichste Veränderung war der Bug: das Schiff erhielt den sogenannten Atlantiksteven. Bei hoher Fahrt kam vorher zu viel Wasser über, das in den vorderen Geschützturm A („Anton“) eindrang und dort Störungen an der elektrischen Turmsteuerung verursachte. Trotz diesen Umbauten wurde die Gneisenau dadurch bei ihren Einsätzen wiederholt in ihrer Gefechtsbereitschaft behindert, ohne Feindkontakt gehabt zu haben.

### Weiterer Lebenslauf derGneisenau
- 22. August 1938 – Teilnahme an der Flottenparade in der Kieler Bucht
- Januar 1939 – Rest- und Umbauarbeiten
- 12. Juni bis 26. Juli 1939 – Sechswöchige Ausbildungsreise in den Mittelatlantik, unterstützt vom Trossschiff Westerwald
- 3. September 1939 – Kapitän zur See Erich Förste gibt der versammelten Mannschaft den Beginn der Feindseligkeiten mit England und Frankreich bekannt.
- 21. bis 27. November 1939 – Vorstoß mit Schwesterschiff Scharnhorst in die Gewässer südlich von Island. (23. November: Versenkung des britischen Hilfskreuzers HMS Rawalpindi 145 Seemeilen nordwestlich der Färöer)
- 7. bis 12. April 1940 – Unternehmen Weserübung (Unterstützung der Landeinheiten bei der Besetzung von Norwegen und Dänemark). Beim Seegefecht vor den Lofoten schweren Treffer vom Schlachtkreuzer Renown in den Vormars erhalten.
- 4. Juni bis 26. Juli 1940 – Unternehmen Juno (Vorstoß zur Entlastung der in Norwegen bedrängten Truppen. Gemeinsam mit Scharnhorst, Kreuzer Admiral Hipper und vier Zerstörern). Versenkung des britischen Flugzeugträgers Glorious und der beiden Zerstörer Ardent und Acasta. Am 20. Juni erhielt Gneisenau einen schweren Torpedotreffer durch das britische U-Boot Clyde. Der Torpedotreffer riss ein riesiges Loch in das Vorschiff; eines der Beiboote konnte problemlos hindurchfahren. Tote oder Verwundete waren nicht zu beklagen. Das Schiff kehrte nach Trondheim zurück, wo es von dem Werkstattschiff Huascaran provisorisch repariert wurde. Am 25. Juli erfolgte die Überführung nach Kiel, wobei ein auf das Schlachtschiff gezielter Torpedo des britischen U-Bootes Thames das in die Schusslinie fahrende Torpedoboot Luchs versenkte.
- 26. Juli bis 14. November 1940 – Reparatur in den Deutschen Werken in Kiel.
- 28. Dezember 1940 – Gemeinsam mit Scharnhorst Durchbruchsversuch in den Atlantik. Der Einsatz musste wegen schwerer Seeschäden an der Gneisenau abgebrochen werden.
- 2. Januar 1941 – Reparatur der Seeschäden in Gotenhafen.
- 22. Januar 1941 – Unternehmen Berlin: Mit Scharnhorst erneuter, diesmal erfolgreicher Durchbruch in den Atlantik, um Geleitzüge zu bekämpfen.
- 22. März 1941 – Einlaufen in Brest. Gneisenau allein hat 66.500 BRT Handelsschiffe versenkt. Es bestand der Plan, nach einer Generalüberholung der beiden Schiffe wieder in den Atlantik auszulaufen. Sofort nahmen jedoch wegen der Anwesenheit der Schiffe die Luftangriffe zu.
- 6. April 1941 – Eine einzeln fliegende Bristol Beaufort der RAF-Squadron 22 erzielte einen Lufttorpedotreffer im Achterschiff. Die Gefechtsladung des hierbei eingesetzten Torpedos vom Typ Mk XII hatte lediglich ein Gewicht von 176 kg. Als Folge des Treffers wurde die Außenhaut aufgerissen, das etwa 4,5 Meter weiter im Schiffsinneren gelegene Torpedolängsschott hingegen wurde noch nicht einmal deformiert.[3]
- 10. April 1941 – Im Trockendock liegend, erhielt die Gneisenau vier weitere Bombentreffer; es gab mehr als 80 Tote. Reparaturen bis Januar 1942.
- 11. bis 13. Februar 1942 – Unternehmen Cerberus. (Rückführung der in Brest liegenden Kriegsschiffe Gneisenau, Scharnhorst und Prinz Eugen nach Deutschland). Leichten Minentreffer erhalten.
- 13. Februar 1942 – Eindocken ins Schwimmdock der Deutschen Werke.

### Das Ende derGneisenau

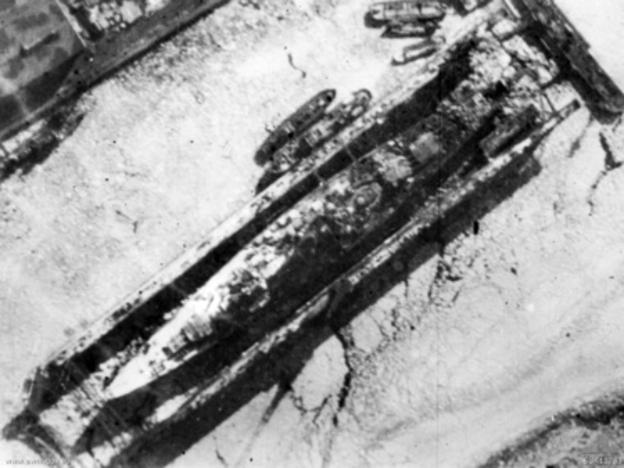
Gneisenau im Schwimmdock der DWK im Februar 1942.

Während des Unternehmens „Cerberus“, der Rückführung von drei großen Kriegsschiffen von Brest nach Deutschland, verursachte eine Grundmine einen Schaden am Schiff, der im Schwimmdock der Deutschen Werke in Kiel behoben werden sollte. Der Minentreffer wurde als geringfügig deklariert, und es war geplant, dass die Gneisenau Kiel nach zwei Wochen wieder verlassen sollte. Normalerweise musste während eines Dockaufenthaltes die gesamte Munition von Bord geschafft werden. Da die Gneisenau allerdings nur zwei Wochen Liegezeit haben sollte, wurde auf diese Maßnahme verzichtet, und es wurden lediglich die Zünder der Granaten entfernt.
Bei einem der Luftangriffe auf Kiel erlitt das Schiff in der Nacht vom 26. auf den 27. Februar 1942 einen verheerenden Treffer. Eine Bombe durchschlug Ober- sowie Batteriedeck und detonierte auf dem Panzerdeck nahe der Entlüftung der darunter liegenden Pulverkammer. Glühende Metallsplitter der Bombe und des Schiffdecks trafen Kartuschen und entzündeten deren Treibladungen. Der gesamte Pulvervorrat des Turms A (Anton) verbrannte auf einen Schlag. Der Druck breitete sich aus und hob den Turm aus seiner Barbette. Er fiel verkantet in seine Bettung zurück, wodurch das Schwenkwerk des Turmes zerstört wurde. Ein Teil des Drucks entwich nach oben und zerstörte große Teile des Oberdecks. 112 Männer starben in dieser Nacht. Am nächsten Morgen sah man, dass das gesamte Vorschiff ausgeglüht und nicht mehr zu reparieren war. Weil ohnehin geplant war, die Gneisenau in einigen Wochen zur Aufrüstung nach Gotenhafen zu schicken, machte man sie klar zur Überführung.
Der Schiffskörper und die Antriebsanlage waren unbeschädigt, so dass die Gneisenau am 4. April 1942 aus eigener Kraft mit dem Linienschiff Schlesien und einem Eisbrecher nach Gotenhafen fahren konnte. Dort sollte sie repariert, um etwa 10 m verlängert und mit sechs 38-cm-Geschützen in Zwillingstürmen neu bewaffnet werden. Am 1. Juli 1942 wurde das Schlachtschiff außer Dienst gestellt, um mit der Umrüstung beginnen zu können, für die etwa ein Jahr veranschlagt wurde. Nachdem der Außerdienststellungsbefehl Hitlers für alle schweren Einheiten der Kriegsmarine ergangen war, wurden im Februar 1943 die Arbeiten eingestellt und nicht wiederaufgenommen. Die bereits ausgebaute Bewaffnung wurde als Küstenartillerie in Norwegen und Dänemark (→ Stevnsfort) verwendet. Bis Frühjahr 1945 lag das Schiff – unter Tarnnetzen verborgen – in Gotenhafen still. Am 27. März 1945 wurde es bei der Räumung Gotenhafens durch die Wehrmacht in der Hafeneinfahrt als Blockschiff auf Grund gesetzt. Es wurde ab September 1951 von polnischen Soldaten gehoben und verschrottet.

### Verwendung der Geschütze

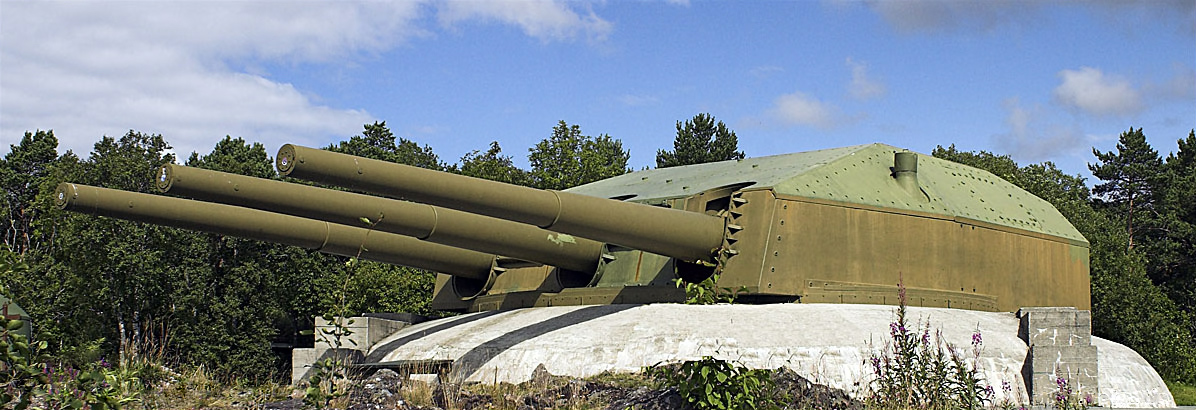
Der Turm „C“ im Museum Austrått fort (Ørland, Norwegen)

Im Januar 1943 wurde die Bewaffnung des Schiffes demontiert. Die Türme „B“ und „C“ dienten fortan dem Schutz der Küste Norwegens: Turm „B“ kam als Festung Fjell auf der Insel Sotra vor Bergen zum Einsatz und war am 1. Juli 1943 fertiggestellt. Turm „C“ wurde als Batterie Örland auf der gleichnamigen Halbinsel am Eingang des Trondheimfjords aufgestellt und war im September 1943 einsatzbereit; später wurde diese Küstenbatterie als Festung Agdenes bezeichnet. Die drei Geschütze von Turm „A“ wurden bei Hoek van Holland (Niederlande) in schwach gepanzerten Einzeltürmen als Batterie Rozenburg weiter verwendet. Zwei Geschütztürme der 15-cm-Mittelartillerie kamen auf die dänische Insel Fanø. Andere Geschütze der Mittelartillerie gelangten nach Wangerooge und wurden dort in den Batterien Jade und Jade-Ost verwendet.
Die Geschütze stehen mit Ausnahme von Turm „B“, der Mitte der 1960er-Jahre verschrottet wurde, noch heute in Norwegen, den Niederlanden und Dänemark. Turm „C“ auf Ørland ist heute im Museum Austrått fort zur Besichtigung eingerichtet. Teile der Geschütze aus Turm „A“ sind im Stichting Fort bei Hoek van Holland ausgestellt. Die Mittelartillerie auf Fanø wurde Anfang der 1950er-Jahre abgebaut und zum Schutz des Öresunds an der Südostküste von Seeland aufgestellt. Die Batterien wurde erst im Jahr 2000 außer Dienst gestellt. Die Geschütze sind heute im Koldkrigsmuseum Stevnsfort erhalten.
Zwei der für den Umbau gebauten 38-cm-Türme sollten 1944 an der Westküste Dänemarks in der Nähe der Ortschaft Blåvand unter dem Namen Batterie Tirpitz aufgestellt werden, welche aber nicht mehr fertiggestellt werden konnte. Heute sind davon noch die beiden Bunker mit Bettungen für die 38-cm-Türme erhalten. Eines der 38-cm-Geschütze ist im Museumscenter Hanstholm ausgestellt.

## Erinnerung

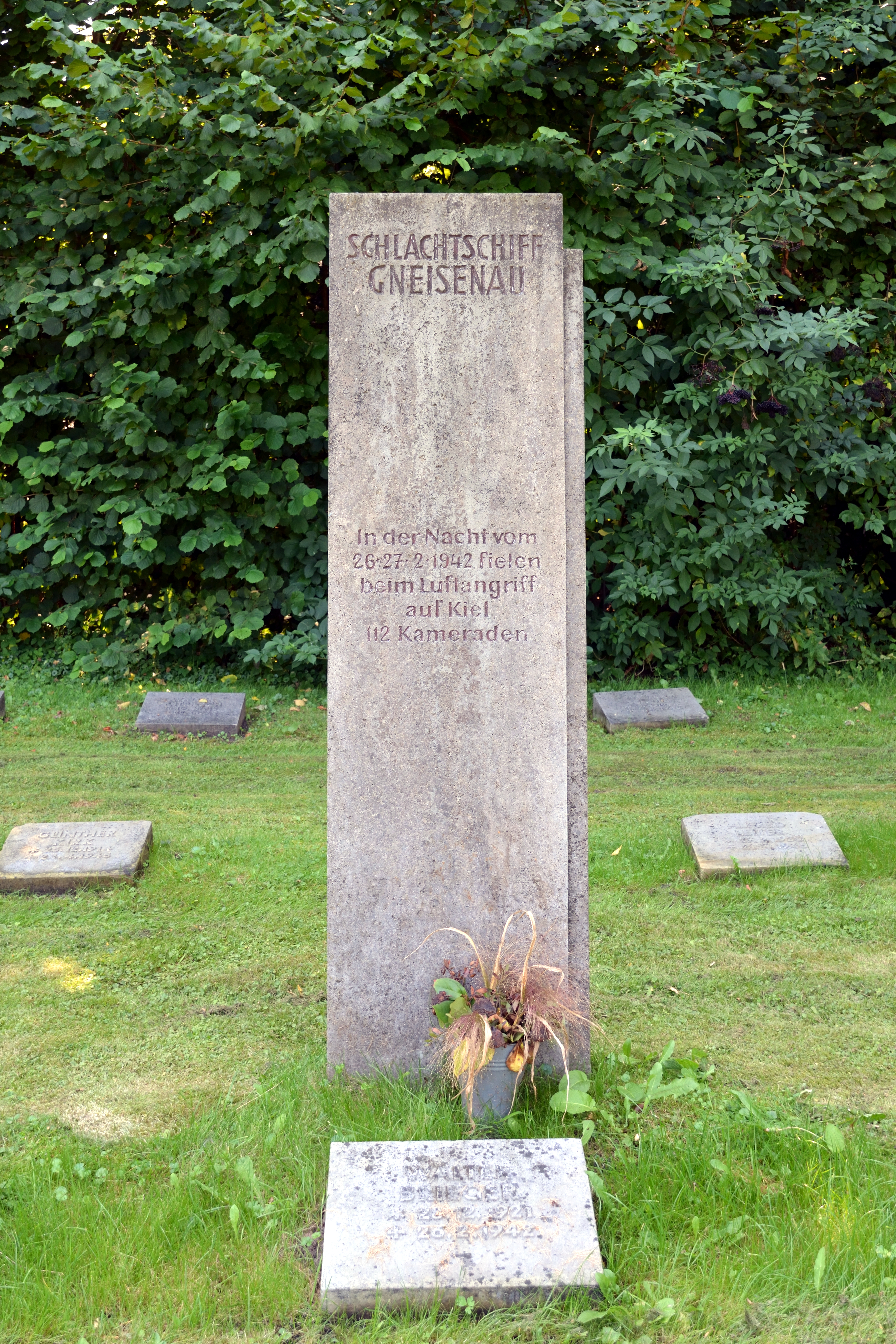
Stele auf dem Nordfriedhof Kiel

Auf dem Nordfriedhof Kiel erinnert eine Stele an das Schlachtschiff Gneisenau.
Hermann Schäfer komponierte einen „Gneisenaumarsch“.

## Kommandanten
| 21. Mai 1938 bis 25. November 1939 | Kapitän zur See Erich Förste                 |
| 26. November 1939 bis August 1940  | Kapitän zur See Harald Netzbandt             |
| 20. August 1940 bis 14. April 1942 | Kapitän zur See Otto Fein                    |
| 15. bis 17. April 1942             | Kapitän zur See Rudolf Peters (m.d.W.d.G.b.) |
| Mai bis Juli 1942                  | Fregattenkapitän Wolfgang Kähler             |

## Technik

### Schiffsmaße
Die Gneisenau hatte eine Gesamtlänge von 234,90 m und eine Kielwasserlinie von 226 m. Das Schiff hatte eine Breite von 30 m und einen maximalen Tiefgang von 9,91 m. Die Verdrängung lag zwischen 32.600 t. und 38.100 t.

### Antrieb
Die Gneisenau war mit drei Germania-Dampfturbinen ausgestattet. Diese trieben je einen Propeller mit einem Durchmesser von 4,8 m mit einer Drehzahl von 265/min an. Die Turbinen entwickelten insgesamt eine Leistung von 157.811 PS (117.680 kW), was eine Höchstgeschwindigkeit von 31 Knoten (57 km/h) ermöglichte. Der Dampf wurde von zwölf Wagner-Wasserrohrkesseln mit einem Arbeitsdruck von 60 kp·cm−2 (5,9 MPa) und einer Heißdampftemperatur von 450 °C geliefert. Die Gneisenau konnte maximal 5.080 t Heizöl mitführen, was ihr bei einer Geschwindigkeit von 19 Knoten (35 km/h) eine Reichweite von 6.200 Seemeilen (11.500 km) ermöglichte.

### Bewaffnung
Die Hauptbewaffnung bestand aus neun 28-cm-Schnellfeuerkanonen in drei Dreifach-Geschütztürmen – zwei vor und einer hinter den Aufbauten – mit den Bezeichnungen von vorn nach achtern: Anton, Bruno, Cäsar. Die Geschütze waren auf Drh-LC/34-Lafetten mit einem Seitenrichtbereich von −150 bis +150 Grad montiert. Die Kanonen selbst wogen 53 t und hatten bei einer maximalen Elevation von 40 Grad und einer Mündungsgeschwindigkeit von 890 m/s eine Reichweite von 40.930 m. Die Feuerrate lag bei etwa drei Schuss pro Minute. Die Geschütze waren mit drei verschiedenen Geschosstypen ausgestattet, einer panzerbrechenden Granate Kaliber 4,4 mit einem Gewicht von 330 kg und zwei hochexplosiven Granaten mit einem Gewicht von jeweils 315 kg – eine Kaliber-4,4-Version mit einem Basiszünder und eine Kaliber-4,5-Version mit Aufschlagzünder. Alle drei Geschosstypen verwendeten RPC/38-Treibladungen.
Die Sekundärbewaffnung bestand aus zwölf 15-cm-Schnellfeuerkanonen: acht davon in vier Zwillingstürmen – zwei vor und zwei hinter den Aufbauten – sowie vier in Einzeltürmen mittschiffs, zwei auf jeder Breitseite. Die acht Geschütze vor und hinter den Aufbauten waren in vier Drh-LC/34 -Lafetten und die seitlichen Kanonen in vier MPL/35-Lafetten mit einem Seitenrichtbereich von 360 Grad montiert. Die Kanonen selbst wogen zwischen 9,026 und 9,08 t und hatten bei einer maximalen Elevation von 40° (Zwillingstürme) bzw. 35° und einer Mündungsgeschwindigkeit von 875 m/s eine Reichweite von etwa 23.000 m. Die Kadenz lag zwischen 6 und 8 Schuss pro Minute. Die Geschütze waren mit drei verschiedenen Geschosstypen ausgestattet, einer panzerbrechenden Granate Kaliber 3,8 mit einem Gewicht von 45,5 kg und zwei hochexplosiven Granaten mit einem Gewicht von jeweils 45 kg – eine Kaliber-4,4-Version mit einem Basiszünder und eine Kaliber-4,6-Version mit Aufschlagzünder. Alle drei Geschosstypen verwendeten RPC/32- oder RPC/38-Treibladungen.
Die Flugabwehr bestand aus vierzehn 10,5-cm- und sechzehn 3,7-cm-Kanonen. Die 10,5-cm-Kanonen waren in sechs LC/31-Zwillingslafetten mittschiffs montiert. Sie hatten bei einer Elevation von 80° und einer Mündungsgeschwindigkeit von 900 m/s eine effektive Reichweite von 12.500 m. Die Feuerrate lag zwischen 15 und 18 Schuss pro Minute. Die 3,7-cm-Geschütze waren in acht manuell bedienbaren LC/30-Doppellafetten untergebracht. Bei 85° Elevation und einer Mündungsgeschwindigkeit von 1000 m/s hatten sie eine effektive Reichweite von 6.800 m. Die Kadenz lag bei 30 Schuss pro Minute.

### Panzerung

Schema der Panzerungsanordnung und des Unterwasserschutzes auf Höhe der Kesselräume

Das Schiff hatte einen Panzergürtel aus Krupp-Zementstahl. Er erstreckte sich von der vordersten Barbette bis zur Barbette achtern, wo er mit 70 bis 150 mm dicken Querschotten die gepanzerte Zitadelle bildete. Er war mittschiffs über der Wasserlinie 350 mm dick und darunter 260 mm. Davor und dahinter verjüngte er sich auf 70 mm bis zum Bug bzw. Heck. Die Barbetten der 28-cm-Kanonen waren 350 mm dick über der Wasserlinie und 200 mm darunter. Die Geschütztürme der 28-cm-Kanonen war zwischen 200 und 360 mm dick und hatten 150 mm dicke Dächer. Die Front der 15-cm-Türme war 140 mm dick, mit 60 mm dicken Seiten und 50 mm dicken Dächern. Die 10,5-cm-Kanonen waren mit 20 mm starken Schilden ausgestattet.
Der vordere Kommandoturm war rundherum mit 350 mm gepanzert und hatte ein 200 mm dickes Dach. Der hintere Kommandoturm war rundherum 100 mm dick und hatte ein 50 mm dickes Dach. Zum Schutz vor Unterwasserangriffen hatte das Schiff ein 12 bis 66 mm dickes Torpedo-Schott, das sich direkt unter dem Hauptpanzergürtel befand. Die Gneisenau hatte zwei gepanzerte Decks mit einer Stärke von 50 mm bis 95 mm und 45 mm dicken Kanten.